# Silke Müller
Silke Müller (* 23. November 1978 in Frankfurt am Main) ist eine ehemalige deutsche Hockeyspielerin, sie gewann 2004 die olympische Goldmedaille.

## Karriere
Silke Müller war im Kinderhort in einer Gruppe der Olympiateilnehmerin von 1984 Beate Deininger, die sie für den Hockeysport gewann. Sie schloss sich Eintracht Frankfurt an und durchlief dort alle Jugendmannschaften. 1997 feierte sie ihren ersten Erfolg in der Erwachsenenklasse, als die Frankfurterinnen die deutsche Hallenmeisterschaft gewannen. 2001 wechselte die mit einer Körpergröße von 1,65 Meter eher kleine Mittelfeldspielerin zum Rüsselsheimer RK. Mit den „Opelstädtern“ gewann sie 2001 und 2004 die deutsche Feld- sowie von 2002 bis 2005 durchweg die Hallenhockeymeisterschaft. Ebenfalls von 2002 bis 2005 wurde sie mit Rüsselsheim Europapokalsiegerin in der Halle.
2000 debütierte Müller in der deutschen Hockeynationalmannschaft und wurde auf Anhieb Halleneuropameisterin. Nach dem siebten Platz bei der Weltmeisterschaft 2002 in Perth gewann die deutsche Mannschaft bei der Freilufteuropameisterschaft 2003 die Bronzemedaille. Bei den Olympischen Spielen 2004 in Athen war sie in allen sechs Spielen dabei, im Finale siegten die deutschen Damen mit 2:1 über die Auswahl der Niederlande. 2005 wurde sie in Dublin Vizeeuropameisterin, im Finale siegten diesmal die Niederländerinnen. Bei der Halleneuropameisterschaft 2006 gewann sie ihren zweiten Titel. Insgesamt wirkte Müller von 2000 bis 2006 in 130 Länderspielen mit, davon 10 in der Halle.